# Sinankylosaurus
Sinankylosaurus (лат.) — род вымерших травоядных динозавров из инфраотряда анкилозавров, живших на территории современного Китая в конце мелового периода. Представлен единственным видом — Sinankylosaurus zhuchengensis.

## История
В 2008 году в провинции Шаньдун, недалеко от деревни Цзанцзячжуан, в результате крупномасштабных палеонтологических раскопок были обнаружены десятки тысяч окаменелостей динозавров принадлежащих гадрозавридам, тираннозавридам и завроподам. Помимо них была также обнаружена часть подвздошной кости анкилозавра. Она демонстрировала явные отличия при сравнении с другими известными представителями панцирных динозавров, на основе чего в 2020 году был описан новый вид — Sinankylosaurus zhuchengensis. Типовой вид назвала и описала группа китайских палеонтологов: Wang Kebai, Zhang Yanxia, Chen Jun, Chen Shuqing и Wang Peiye. Родовое название дано в честь места находки — Sina, древнего названия Китая. Название вида относится к месту находки — городскому уезду Чжучэн.
Голотип ZJZ-183 был найден в геологических слоях Ванши (Wangshi Group), относящихся кампанскому ярусу, примерно 75 миллионов лет назад. Он состоит из перечней части правой подвздошной кости. Задняя часть и область вокруг тазобедренного сустава повреждены. В настоящее время голотип является частью коллекции Культурного исследовательского центра динозавров в Чжучэне (Zucheng Dinosaur Culture Research Center).

## Описание
Реконструкция полноценной подвздошной кости даёт возможность предполагать, что её длина равнялась 65 сантиметрам. Это указывает на относительно небольшой или средний размер тела особи. Исследователи считают, что его размер мог быть идентичен размеру другого китайского анкилозавра — Crichtonsaurus bohlini, размер которого оценивается примерно в четыре метра.
При изучении подвздошной кости был выявлен ряд отличительных характеристик. Преацетабулярный отросток составляет более двух третей от общей длины кости. Задняя его часть достаточно широкая. Ширина в области перехода между передней и задней частями резко меняется. Имеется явное отличие от Pinacosaurus, также обитавшего на территории провинции Шаньдун во времена кампана, заключающееся в отсутствии гребней на нижнем крае кости. Относительно большая длина преацетабулярного отростка и ограниченная зона тазобедренного сустава использовались как аргументы в пользу того, что подвздошная кость принадлежит анкилозавру. Считается, что искривление кости частично было вызвано деформацией во время процесса захоронения и окаменения. Внешняя поверхность кости довольно ровная, а внутренняя слегка выгнута. Несмотря на повреждение, задняя часть кости заметно короче передней.

## Филогения
Sinankylosaurus zhuchengensis был отнесен к инфраотряду анкилозавров без явного систематического положения (incertae sedis). При описании динозавра точного кладистического анализа не проводилось. На титульной странице описательной статьи предполагается позиция таксона в семействе Ankylosauridae, но учитывая неопределённую ситуацию у базальных анкилозавров на момент написания статьи, исследователи не видели в этом решающего значения. Только черепной материал поможет решить данную проблему. Исследователи также указали на сходство между китайской и североамериканской фаунами времён кампана, что повышает вероятность того, что Sinankylosaurus был связан с североамериканскими формами.